# Vittorio Barberis (militare)
Vittorio Barberis (Alessandria, 1915 – Alcubierre, 10 dicembre 1937) è stato un militare e aviatore italiano, decorato con la medaglia d'oro al valor militare alla memoria nel corso della guerra civile spagnola.

## Biografia
Nacque ad Alessandria nel 1915. Dopo aver conseguito il diploma di ragioniere presso l'Istituto tecnico della sua città natale nel 1929, gestì per qualche tempo una attività commerciale. Nel settembre 1935 fu ammesso a frequentare il corso allievi ufficiali di complemento della Regia Aeronautica, e nell'agosto 1936 conseguì il brevetto di pilota militare volando sui velivoli da caccia della Scuola di Aviano. Nominato sottotenente di complemento (ruolo naviganti) nello stesso mese, fu assegnato al 4º Stormo Caccia Terrestre. Trattenuto in servizio attivo fu assegnato all'Aviazione Legionaria e nell'aprile 1937 inviato a combattere nella guerra di Spagna. Cadde in combattimento il 10 dicembre 1937 ad Alcubierre, venendo decorato con la medaglia d'oro al valor militare alla memoria.

### Fonti
1. 1 2 3 4 5  Combattenti Liberazione.
2. 1 2  Gruppo Medaglie d'Oro al Valor Militare 1965, p. 275.
3. 1 2 3  Ufficio Storico dell'Aeronautica Militare 1969, p. 67.
4. ↑  Medaglie d'oro al valor militare sul sito della Presidenza della Repubblica